# Hans Reitzels Forlag
Hans Reitzels Forlag, grundlagt i 1949 af Hans Reitzel, er et dansk forlag, der udgiver fag- og lærebøger inden for psykologi, socialt arbejde, pædagogik, samfundsvidenskab, humaniora, økonomi, jura, kommunikation og organisations- og ledelsesfag. Blandt forlagets forfattere er Sigmund Freud, Zygmunt Bauman, Irvin D. Yalom, Pierre Bourdieu, Anthony Giddens, Max Weber og Axel Honneth.
Hans Reitzels Forlag er et forlag i Gyldendal.